# Systoechus somali
Systoechus somali är en tvåvingeart som beskrevs av H. Oldroyd 1947. Systoechus somali ingår i släktet Systoechus och familjen svävflugor. Inga underarter finns listade i Catalogue of Life.